# Ministro de la Suprema Corte de Justicia de la Nación
Un ministro de la Suprema Corte de Justicia de la Nación es uno de los nueve juristas que integran el máximo tribunal constitucional de México. Según el artículo 2 de la Ley Orgánica del Poder Judicial de la Federación la Suprema Corte de Justicia de la Nación se compone por nueve ministros, uno de los cuales es designado «ministro presidente».

## Requisitos para ejercer el cargo
Según el Artículo 95 de la Carta Magna, para ser ministro se requiere:

- I. Ser ciudadano mexicano por nacimiento, en pleno ejercicio de sus derechos políticos y civiles.
- II. Se deroga
- III. Poseer el día de la publicación de la convocatoria señalada en la fracción I del artículo 96 de esta Constitución título profesional de licenciado en derecho expedido legalmente, un promedio general de calificación de cuando menos ocho puntos o su equivalente y de nueve puntos o su equivalente en las materias relacionadas con el cargo al que se postula en la licenciatura, especialidad, maestría o doctorado, y práctica profesional de cuando menos cinco años en el ejercicio de la actividad jurídica;
- IV. Gozar de buena reputación y no haber sido condenado por delito que amerite pena corporal de más de un año de prisión; pero si se tratare de robo, fraude, falsificación, abuso de confianza y otro que lastime seriamente la buena fama en el concepto público, inhabilitará para el cargo, cualquiera que haya sido la pena.
- V. Haber residido en el país durante los dos años anteriores al día de la publicación de la convocatoria señalada en la fracción I del artículo 96 de esta Constitución; y
- VI. No haber sido Secretario de Estado, Fiscal General de la República, senador, diputado federal, ni titular del poder ejecutivo de alguna entidad federativa, durante el año previo al día de la publicación de la convocatoria señalada en la fracción I del artículo 96 de esta Constitución

## Elección y sucesión
De acuerdo con el artículo 96 de la constitución, la elección de los Ministros de la Suprema Corte de Justicia de la Nación se realiza de la siguiente manera:
- El Senado de la República lanzará la convocatoria un máximo de 30 días después de la apertura de su primer periodo de sesiones, del año anterior a la elección.
- Cada uno de los tres Poderes de la Unión (Presidente de la República, Congreso de la Unión y la Suprema Corte de Justicia) abrirá un proceso de registro de candidaturas, postulando tres aspirantes por cada uno de los nueve cargos de ministro, es decir 27 cada poder. Los aspirantes a candidatos son designados por cada poder en los términos que la ley establece; la presidenta de la república de manera directa; el Congreso de la Unión con el voto favorable de las dos terceras partes de los legisladores presentes; la Suprema Corte con el voto favorable de seis miembros del pleno.
- De manera simultánea, cada uno integrará comités de evaluación, compuestos por cinco personalidades del ámbito jurídico, para calificar el cumplimiento de los requisitos constitucionales, medir la trayectoria, capacidad, habilidades, actitudes y aptitudes en el ramo de los postulantes; de este proceso de selección surgirán los diez perfiles mejor evaluados; finalmente mediante sorteo público se depurará la lista para poder mantener el requisito constitucional de la paridad de género y definir las nueve candidaturas definitivas. Una persona podrá ser postulada por más de uno de los poderes.
- Los comicios se realizarán el primer domingo de junio del año de la elección conforme a las normas y procesos del Instituto Nacional Electoral, y la validación y calificación del Tribunal Electoral.

El periodo para el cargo de Ministro es de nueve años, que comienza al tomar posesión del cargo el 1 de septiembre del año de la elección; solo podrán ser reelectos si ocuparon el cargo de manera interina o provisional.
Los ministros pueden dejar definitivamente el cargo por dos motivos:
- Conclusión del periodo
- Renuncia, la cual es solo procedente en causas graves que deberá calificar el Órgano de Administración Judicial y aprobar o negar el Senado.

## Ministros actuales
Son actuales miembros de la Suprema Corte de Justicia de la Nación:
| Cargo               | Nombre                                | Entidad de nacimiento | Edad    | Inicio (Duración actual)                            | Nominado por                | Ratificación en el Senado (votación)         |
| ------------------- | ------------------------------------- | --------------------- | ------- | --------------------------------------------------- | --------------------------- | -------------------------------------------- |
| Ministro            | Jorge Mario Pardo Rebolledo           | Veracruz              | 64 años | 10 de febrero de 2011 (14 años, 5 meses y 16 días)  | Felipe Calderón Hinojosa    | 10 de febrero de 2011 (97-17)                |
| Ministro            | Alfredo Gutiérrez Ortiz Mena          | Morelos               | 55 años | 1 de diciembre de 2012 (12 años, 7 meses y 25 días) | Felipe Calderón Hinojosa    | 22 de noviembre de 2012 (103-9)              |
| Ministro            | Alberto Pérez Dayán                   | Ciudad de México      | 64 años | 1 de diciembre de 2012 (12 años, 7 meses y 25 días) | Felipe Calderón Hinojosa    | 22 de noviembre de 2012 (104-8)              |
| Ministro            | Javier Laynez Potisek                 | Coahuila              | 66 años | 10 de diciembre de 2015 (9 años, 7 meses y 16 días) | Enrique Peña Nieto          | 10 de diciembre de 2015 (81-30)              |
| Ministra presidenta | Norma Lucía Piña Hernández            | Ciudad de México      | 64 años | 10 de diciembre de 2015 (9 años, 7 meses y 16 días) | Enrique Peña Nieto          | 10 de diciembre de 2015 (79-32)              |
| Ministro            | Juan Luis González Alcántara Carrancá | Ciudad de México      | 75 años | 20 de diciembre de 2018 (6 años, 7 meses y 6 días)  | Andrés Manuel López Obrador | 20 de diciembre de 2018 (114-10)             |
| Ministra            | Yasmín Esquivel Mossa                 | Ciudad de México      | 61 años | 12 de marzo de 2019 (6 años, 4 meses y 14 días)     | Andrés Manuel López Obrador | 12 de marzo de 2019 (95-26)                  |
| Ministra            | Ana Margarita Ríos Farjat             | Nuevo León            | 51 años | 5 de diciembre de 2019 (5 años, 7 meses y 21 días)  | Andrés Manuel López Obrador | 5 de diciembre de 2019 (94-28)               |
| Ministra            | Loretta Ortiz Ahlf                    | Ciudad de México      | 70 años | 12 de diciembre de 2021 (3 años, 7 meses y 14 días) | Andrés Manuel López Obrador | 23 de noviembre de 2021 (92-5)               |
| Ministra            | Lenia Batres Guadarrama               | Ciudad de México      | 55 años | 14 de diciembre de 2023 (1 año, 7 meses y 12 días)  | Andrés Manuel López Obrador | Designada por el presidente de la República. |

- Notas: Tal como se mencionó en la nota de la introducción, la Suprema Corte seguirá operando con normalidad hasta el 1 de septiembre de 2025, cuando tomarán posesión los nuevos titulares, surgidos de la elección judicial del 1 de junio del mismo año. En virtud de lo anterior acontecen los siguientes hechos: 
  - No se presentó proceso de designación para reemplazar al Ministro Luis María Aguilar, a quien correspondía su retiro, tras 15 años en el cargo, el 30 de noviembre de 2024.
  - Los ministros Norma Lucía Piña Hernández, Jorge Mario Pardo Rebolledo, Alfredo Gutiérrez Ortiz Mena, Alberto Pérez Dayán, Javier Laynez Potisek, Juan Luis González Alcántara Carrancá y Ana Margarita Ríos Farjat han optado por no presentarse como candidatos a la elección popular, por lo que, tal como lo establece el Artículo Segundo Transitorio del Decreto de Reforma Constitucional, cesarán en sus cargos el día 31 de agosto de 2025, esto incluye la no conclusión del periodo como presidenta de Piña Hernández.
  - Finalmente, las ministras Yasmín Esquivel Mossa, Loretta Ortiz Ahlf y Lenia Batres si se presentarán a la candidatura; de resultar electas únicamente cubrirán el periodo original para el que fueron designadas; de lo contrario cesarán también el 31 de agosto de 2025.[21][22]

## Ministros de la SCJN desde 1995
Desde la reforma al Poder Judicial de la Federación entre 1994 y 1995 y la recomposición de la Suprema Corte de Justicia de la Nación, la integración histórica de la Corte es la siguiente:
| Posición                          | Ministro                                     | Reemplaza a                         | Fecha de ratificación (Votación) | Periodo                                                                        | Propuesto por                 | Cargo anterior |
| --------------------------------- | -------------------------------------------- | ----------------------------------- | --- | ------------------------------------------------------------------------------ | ----------------------------- | --- |
| Ministro Presidente (2003 - 2006) | Mariano Azuela Güitrón (1936 - 2025)         | Raúl Lozano Ramírez                 | 4 de mayo de 1983 | 10 de mayo de 1983 - 31 de diciembre de 1994 (11 años, 7 meses y 22 días)      | Miguel de la Madrid Hurtado   | Presidente del Tribunal Fiscal de la Federación (1981 - 1983)                                                         |
| Ministro Presidente (2003 - 2006) | Mariano Azuela Güitrón (1936 - 2025)         | Raúl Lozano Ramírez                 | 26 de enero de 1995 (110-3) | 1 de febrero de 1995 – 30 de noviembre de 2009 (14 años y 10 meses)            | Ernesto Zedillo Ponce de León | Presidente del Tribunal Fiscal de la Federación (1981 - 1983)                                                         |
| Ministro                          | Juan Díaz Romero (1930 - 2014)               | María Cristina Salmorán de Tamayo   | 8 de abril de 1986 | 15 de abril de 1986 – 30 de noviembre de 2006 (20 años, 7 meses y 16 días)     | Miguel de la Madrid Hurtado   | Magistrado del Primer Tribunal Colegiado en Materia Civil del Primer Circuito (1977 - 1986)                           |
| Ministro                          | Juan Díaz Romero (1930 - 2014)               | María Cristina Salmorán de Tamayo   | 26 de enero de 1995 (112-1) | 15 de abril de 1986 – 30 de noviembre de 2006 (20 años, 7 meses y 16 días)     | Ernesto Zedillo Ponce de León | Magistrado del Primer Tribunal Colegiado en Materia Civil del Primer Circuito (1977 - 1986)                           |
| Ministro Presidente (1995 - 1998) | José Vicente Aguinaco Alemán (1919 – 2007)   | Nuevo asiento                       | 26 de enero de 1995 (111-2) | 1 de febrero de 1995 – 30 de noviembre de 2003 (8 años y 10 meses)             | Ernesto Zedillo Ponce de León | Abogado litigante y socio activo de la Barra Mexicana Colegio de Abogados (1973 – 1995)                               |
| Ministro                          | Salvador Aguirre Anguiano (1943 - 2020)      | Nuevo asiento                       | 26 de enero de 1995 (112-1) | 1 de febrero de 1995 – 30 de noviembre de 2012 (17 años y 10 meses)            | Ernesto Zedillo Ponce de León | Notario Público (1974 - 1995)                                                                                         |
| Ministro                          | Juventino Castro y Castro (1918 - 2012)      | Nuevo asiento                       | 26 de enero de 1995 (112-1) | 1 de febrero de 1995 – 30 de noviembre de 2003 (8 años y 10 meses)             | Ernesto Zedillo Ponce de León | Director general de Amparo. Procuraduría General de la República (1994)                                               |
| Ministro Presidente (1999 - 2002) | Genaro Góngora Pimentel (1937)               | Nuevo asiento                       | 26 de enero de 1995 (112-1) | 1 de febrero de 1995 – 30 de noviembre de 2009 (14 años y 10 meses)            | Ernesto Zedillo Ponce de León | Magistrado de Circuito (1978 - 1995)                                                                                  |
| Ministro                          | José de Jesús Gudiño Pelayo (1943 - 2010)    | Nuevo asiento                       | 26 de enero de 1995 (112-1) | 1 de febrero de 1995 – 19 de septiembre de 2010 (15 años, 7 meses y 19 días)   | Ernesto Zedillo Ponce de León | Magistrado en el Primer Tribunal Colegiado en Materia Civil del Tercer Circuito (1989 - 1995)                         |
| Ministro Presidente (2007 - 2010) | Guillermo I. Ortiz Mayagoitia (1941)         | Nuevo asiento                       | 26 de enero de 1995 (89-24) | 1 de febrero de 1995 – 30 de noviembre de 2012 (17 años y 10 meses)            | Ernesto Zedillo Ponce de León | Magistrado de Circuito (1981-1995)                                                                                    |
| Ministro                          | Humberto Román Palacios (1936 - 2004)        | Nuevo asiento                       | 26 de enero de 1995 (112-1) | 1 de febrero de 1995 – 15 de junio de 2004 (9 años, 4 meses y 15 días)         | Ernesto Zedillo Ponce de León | Magistrado de Circuito (1978-1995)                                                                                    |
| Ministra                          | Olga Sánchez Cordero (1947)                  | Nuevo asiento                       | 26 de enero de 1995 (89-24) | 1 de febrero de 1995 – 30 de noviembre de 2015 (20 años y 10 meses)            | Ernesto Zedillo Ponce de León | Magistrada del Tribunal Superior de Justicia del Distrito Federal (1993 - 1995)                                       |
| Ministro Presidente (2011 - 2014) | Juan N. Silva Meza (1944)                    | Nuevo asiento                       | 26 de enero de 1995 (89-24) | 1 de febrero de 1995 – 30 de noviembre de 2015 (20 años y 10 meses)            | Ernesto Zedillo Ponce de León | Magistrado del Segundo Tribunal Unitario del Primer Circuito en el Distrito Federal (1988 - 1995)                     |
| Ministro                          | José Ramón Cossío Díaz (1960)                | José Vicente Aguinaco Alemán        | 27 de noviembre de 2003 (84–8) | 1 de diciembre de 2003 – 30 de noviembre de 2018 (15 años)                     | Vicente Fox Quesada           | Jefe del Departamento de Derecho. Instituto Tecnológico Autónomo de México (1995 - 2003)                              |
| Ministra                          | Margarita Beatriz Luna Ramos (1956)          | Juventino Castro y Castro           | 19 de febrero de 2004 (82-23) | 19 de febrero de 2004 – 18 de febrero de 2019 (15 años)                        | Vicente Fox Quesada           | Consejera de la Judicatura Federal (2003 - 2004)                                                                      |
| Ministro                          | Sergio Valls Hernández (1941 - 2014)         | Humberto Román Palacios             | 28 de octubre de 2004 (85-29) | 28 de octubre de 2004 - 3 de diciembre de 2014 (10 años, 1 mes y 6 días)       | Vicente Fox Quesada           | Consejero de la Judicatura Federal (1999 - 2004)                                                                      |
| Ministro                          | José Fernando Franco González-Salas (1950)   | Juan Díaz Romero                    | 12 de diciembre de 2006 (94-17) | 12 de diciembre de 2006 - 11 de diciembre de 2021 (15 años)                    | Vicente Fox Quesada           | Subsecretario del Trabajo, Seguridad y Previsión Social de la Secretaría del Trabajo y Previsión Social (2000 - 2005) |
| Ministro Presidente (2015 - 2018) | Luis María Aguilar Morales (1949)            | Mariano Azuela Güitrón              | 1 de diciembre de 2009 (91-14) | 1 de diciembre de 2009 - 30 de noviembre de 2024 (15 años)                     | Felipe Calderón Hinojosa      | Consejero de la Judicatura Federal (2004 - 2009)                                                                      |
| Ministro Presidente (2019 - 2022) | Arturo Zaldívar Lelo de Larrea (1959)        | Genaro Góngora Pimentel             | 1 de diciembre de 2009 (90-13) | 1 de diciembre de 2009 - 15 de noviembre de 2023 (13 años, 11 meses y 14 días) | Felipe Calderón Hinojosa      | Abogado en materia constitucional (1985 - 2009)                                                                       |
| Ministro                          | Jorge Mario Pardo Rebolledo (1961)           | José de Jesús Gudiño Pelayo         | 10 de febrero de 2011 (97-17) | 10 de febrero de 2011 - En el cargo (14 años, 5 meses y 17 días)               | Felipe Calderón Hinojosa      | Magistrado de Circuito (1997 - 2011)                                                                                  |
| Ministro                          | Alfredo Gutiérrez Ortiz Mena (1969)          | Salvador Aguirre Anguiano           | 22 de noviembre de 2012 (103-9) | 1 de diciembre de 2012 - En el cargo (12 años, 7 meses y 26 días)              | Felipe Calderón Hinojosa      | Jefe del Servicio de Administración Tributaria (2008 - 2012)                                                          |
| Ministro                          | Alberto Pérez Dayán (1960)                   | Guillermo Ortiz Mayagoitia          | 22 de noviembre de 2012 (104-8) | 1 de diciembre de 2012 - En el cargo (12 años, 7 meses y 26 días)              | Felipe Calderón Hinojosa      | Magistrado de Circuito (1997 - 2012)                                                                                  |
| Ministro                          | Eduardo Medina-Mora Icaza (1957)             | Sergio Valls Hernández              | 10 de marzo de 2015 (83-35) | 10 de marzo de 2015 - 8 de octubre de 2019 (4 años, 6 meses y 29 días)         | Enrique Peña Nieto            | Embajador de México ante Estados Unidos (2013 - 2015)                                                                 |
| Ministro                          | Javier Laynez Potisek (1959)                 | Juan N. Silva Meza                  | 10 de diciembre de 2015 (81-30) | 10 de diciembre de 2015 - En el cargo (9 años, 7 meses y 17 días)              | Enrique Peña Nieto            | Procurador fiscal de la Federación (2008 - 2015)                                                                      |
| Ministra presidenta (2023 -)      | Norma Lucía Piña Hernández (1960)            | Olga Sánchez Cordero                | 10 de diciembre de 2015 (79-32) | 10 de diciembre de 2015 - En el cargo (9 años, 7 meses y 17 días)              | Enrique Peña Nieto            | Magistrada en el Vigésimo Tribunal Colegiado en Materia Administrativa del Primer Circuito (2015)                     |
| Ministro                          | Juan Luis González Alcántara Carrancá (1949) | José Ramón Cossío Díaz              | 20 de diciembre de 2018 (114-10) | 20 de diciembre de 2018 - En el cargo (6 años, 7 meses y 7 días)               | Andrés Manuel López Obrador   | Magistrado de la Cuarta Sala Familiar del Tribunal Superior de Justicia de la Ciudad de México (2004 - 2018)          |
| Ministra                          | Yasmín Esquivel Mossa (1963)                 | Margarita Beatriz Luna Ramos        | 12 de marzo de 2019 (95-26) | 12 de marzo de 2019 - En el cargo (5 años, 7 meses y 15 días)                  | Andrés Manuel López Obrador   | Presidenta del Tribunal de Justicia Administrativa de la Ciudad de México (2012 - 2019)                               |
| Ministra                          | Ana Margarita Ríos Farjat (1973)             | Eduardo Medina Mora Icaza           | 5 de diciembre de 2019 (94-28) | 5 de diciembre de 2019 - En el cargo (5 años, 7 meses y 22 días)               | Andrés Manuel López Obrador   | Jefa del Servicio de Administración Tributaria (2018 - 2019)                                                          |
| Ministra                          | Loretta Ortiz Ahlf (1955)                    | José Fernando Franco González-Salas | 23 de noviembre de 2021 (92-5) | 12 de diciembre de 2021 - En el cargo (3 años, 7 meses y 15 días)              | Andrés Manuel López Obrador   | Consejera de la Judicatura Federal (2019 - 2021)                                                                      |
| Ministra                          | Lenia Batres Guadarrama (1969)               | Arturo Zaldívar Lelo de Larrea      | 14 de diciembre de 2023 Designada directamente por el presidente de la República, tras rechazo del Senado de las dos ternas enviadas previamente. | 14 de diciembre de 2023 - En el cargo (1 año, 7 meses y 13 días)               | Andrés Manuel López Obrador   | Consejera Adjunta de Legislación y Estudios Normativos de la Consejería Jurídica del Ejecutivo Federal (2021 - 2023)  |

Notas
1. ↑  Se refiere a la votación afirmativa respecto a la negativa que incluye los votos en contra de la terna y votos a favor de otros candidatos.
2. ↑  Díaz Romero es el único ministro que permanece en el cargo de forma ininterrumpida luego de la reforma de 1994-1995, al integrar la Comisión de Gobierno y Administración entre el 31 de diciembre de 1994 al 1 de febrero de 1995, con lo que preservó su cargo de ministro.[26]
3. ↑  Nombramiento aprobado por la Comisión Permanente del Congreso de la Unión. Votación no disponible.
4. ↑  Reemplaza a Ulises Schmill Ordóñez como ministro presidente.
5. ↑  Presentó su renuncia el 3 de octubre de 2019;[37] es aceptada por el Ejecutivo el mismo día y turnada al Senado,[38] donde es aprobada el 8 de octubre de 2019.[39]